# The Very Best of Era
The Very Best of Era es una compilación de las mejores canciones de Era, es el cuarto álbum de dicho proyecto y existe una edición delux que fue lanzado CD + DVD que incluye una compilación de los videos de Era, el álbum fue lanzado el 2004.

## CD
1. Ameno (Remix)
2. Don't Go Away
3. The Mass
4. Mother (Remix)
5. Misere Mani
6. Avemano Orchestral
7. Looking for Something
8. Don't U (Edit Single 2)
9. Enae Volare
10. Cathar Rhythm
11. Divano
12. Don't You Forget
13. Hymne
14. Sentence
15. I Believe (Inedit) "
16. Looking for Something (Darren Tate Mix Edit)

## DVD
1. Misere Mani
2. Mother
3. The Mass
4. Looking for Something
5. Ameno (Remix)
6. Infanati
7. Enae Volare Mezzo
8. Divano
9. Looking for Something (Darren Tate Mix Edit)

## DVD incluye
1. Audio Dolby 5.1
2. Audio DTS
3. Foto Galería
4. Selección de Vídeos

## Otros Álbumes de Era
- Era, 1998
- Era Volumen 2, 2001
- The Mass, 2003
- Reborn, 2008

- Datos: Q2713394